# جبال الطاي الذهبية
جبال الطاي الذهبية هو موقع تراث عالمي مدرج على لائحة اليونسكو، يتكون هذا الموقع من جبال الطاي، محمية كاتون الطبيعية، بحيرة تيليتسكوي، جبل بيلوخا وهضبة أوكوك وقد وصفت اليونسكو موقع جبال الطاي : "تمثّل هذه المنطقة التتابع الأكثر اكتمالاً للمناطق النباتيّة العالية في سيبريا الوسطى: السهول الواسعة، السهول الواسعة مع الغابات، الغابات المختلطة، والنبات النامي في المناطق الجبليّة. كما يُشكّل الموقع موئل العديد من الأصناف الحيوانيّة المهددة مثل فهد الثلوج. ويغطي الموقع مساحة تبلغ 16,175كلم2.

## معرض الصور

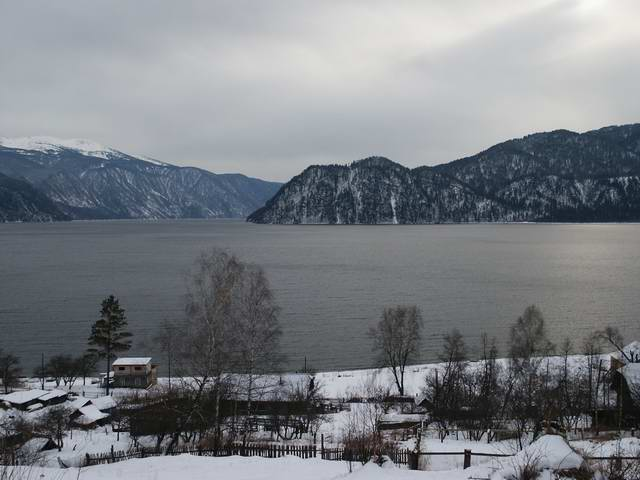
بحيرة تيليتسكوي
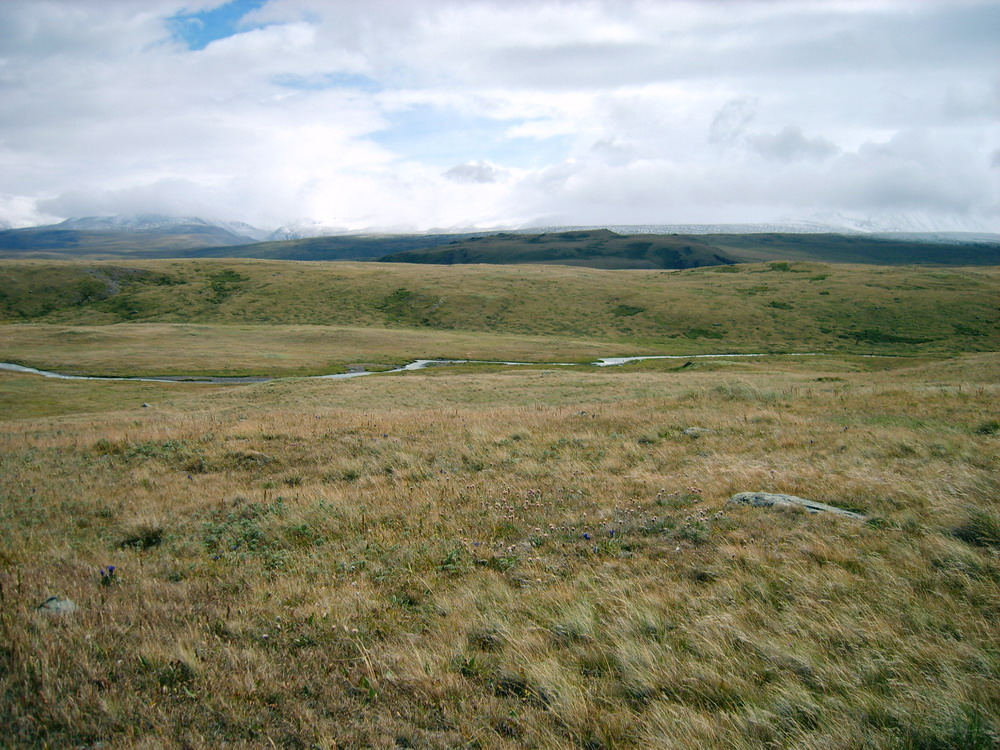
هضبة أوكوك

## أقرأ ايضاً
- تراث عالمي في روسيا
- قائمة مواقع التراث العالمي وسط وشمال آسيا